# Антонов, Олег Львович
Олег Львович Антонов (26 сентября 1971, Рузаевка) — советский и российский футболист.

## Биография
Антонов родился и вырос в Рузаевке, окончил СОШ № 5. Жил неподалёку от стадиона «Локомотив», куда и пришёл в возрасте 7 лет в детско-юношескую спортивную школу.
В 18 лет перешёл в «Светотехнику». В июне 1989 года, «Светотехника» играла в Свердловске с «Уралмашем», Антонов впервые вышел на замену, а уже следующий матч — с пермской «Звездой» — начинал в стартовом составе.
С 1989 по 1991 годы служил в армии, в военно-строительной части в Ульяновске. Здесь была организована футбольная команда из призывников «Звезда». Затем его забрали на полгода в Спортивный клуб армии «Свердловск» (служил со Вячеславом Звягиным).
После службы в рядах Советской Армии продолжил играть в футбол в составе команды мастеров «Светотехника», за которую провёл 301 матч и вошёл в пятерку лучших футболистов саранского клуба за всю его историю по числу сыгранных матчей.
В 2001 году, после тяжелой травмы, в 30-летнем возрасте пришлось завершить карьеру игрока. Тогда Антонов начал работать тренером в дорожном физкультурно-спортивном клубе «Локомотив» в Рузаевке — команда «Локомотив» дважды становилась призёром чемпионатов Республики Мордовия по футболу.
С декабря 2010 года по июль 2017 года Антонов занимал должность заведующего спортивных сооружений (стадионы «Локомотив» и «Химмаш»). А с сентября 2017-го и по настоящее время является директором МАУ «Центр физической культуры и спорта» Рузаевского муниципального района.

## Клубная статистика
| Выступление      | Выступление      | Выступление      | Лига | Лига | Кубок | Кубок | Итого | Итого |
| Клуб             | Лига             | Сезон            | Игры | Голы | Игры  | Голы  | Игры  | Голы  |
| ---------------- | ---------------- | ---------------- | ---- | ---- | ----- | ----- | ----- | ----- |
| Светотехника     | вторая           | 1989             | 31   | 1    | —     | —     | 31    | 1     |
| Светотехника     | первая           | 1992             | 20   | 3    | 2     | 2     | 22    | 5     |
| Светотехника     | первая           | 1993             | 30   | 6    | 2     | 0     | 32    | 6     |
| Светотехника     | вторая           | 1994             | 24   | 3    | 1     | 0     | 25    | 3     |
| Светотехника     | вторая           | 1995             | 37   | 3    | 1     | 1     | 38    | 4     |
| Светотехника     | вторая           | 1996             | 40   | 5    | 2     | 1     | 42    | 6     |
| Светотехника     | вторая           | 1997             | 36   | 5    | 1     | 0     | 37    | 5     |
| Светотехника     | вторая           | 1998             | 33   | 8    | 1     | 0     | 34    | 8     |
| Светотехника     | вторая           | 1999             | 29   | 2    | 1     | 0     | 30    | 2     |
| Светотехника     | вторая           | 2000             | 20   | 2    | 2     | 0     | 22    | 2     |
| Светотехника     | вторая           | 2001             | 1    | 0    | —     | —     | 1     | 0     |
| Светотехника     | Итого            | Итого            | 301  | 39   | 13    | 4     | 314   | 43    |
| Светотехника-2   | КФК              | 2000             | 1    | 1    | —     | —     | 1     | 1     |
| Светотехника-2   | Итого            | Итого            | 1    | 1    | —     | —     | 1     | 1     |
| Всего за карьеру | Всего за карьеру | Всего за карьеру | 302  | 40   | 13    | 4     | 315   | 44    |